# Jarrod Parker
Ne pas confondre avec Jarrett Parker .
Jarrod Brent Parker (né le 24 novembre 1988 à Fort Wayne, Indiana, États-Unis) est un lanceur droitier des Ligues majeures de baseball jouant avec les Athletics d'Oakland.

## Carrière

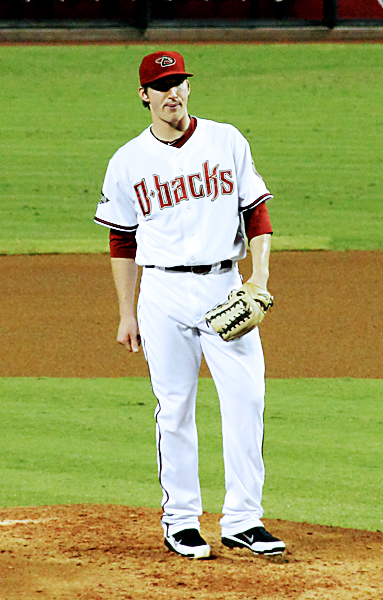
Jarrod Parker fait ses débuts dans les majeures avec Arizona.

### Ligues mineures de baseball
Jarrod Parker est le choix de première ronde des Diamondbacks de l'Arizona en 2007. Il est le neuvième athlète réclamé au total par un club du baseball majeur cette année-là. Il se classe pendant quatre années consécutives dans le prestigieux palmarès des 100 meilleurs joueurs d'avenir dressé annuellement par Baseball America. Entré en 46e position de la liste en 2008, il fait un bond en 29e place en 2009, où la qualité de sa balle rapide et son haut taux de retraits sur des prises par manche lancée est vanté. Il récupère bien d'une opération de type Tommy John au coude subie en octobre 2009 et apparaît au 33e puis au 36e rang du palmarès de Baseball America en 2010 et 2011, où cette fois les vertus de sa balle glissante sont soulignées,.

### Diamondbacks de l'Arizona
Toujours considéré comme l'un des meilleurs joueurs des ligues mineures appartenant à la franchise d'Arizona, Parker obtient sa première chance dans le baseball majeur à la fin de la saison 2011. Le lanceur partant droitier fait ses débuts le 27 septembre lorsqu'il amorce le match des Diamondbacks face aux Dodgers de Los Angeles. Il n'est pas impliqué dans la décision mais n'accorde aucun point à l'adversaire en cinq manches et deux tiers au monticule.

### Athletics d'Oakland

#### Saison 2012

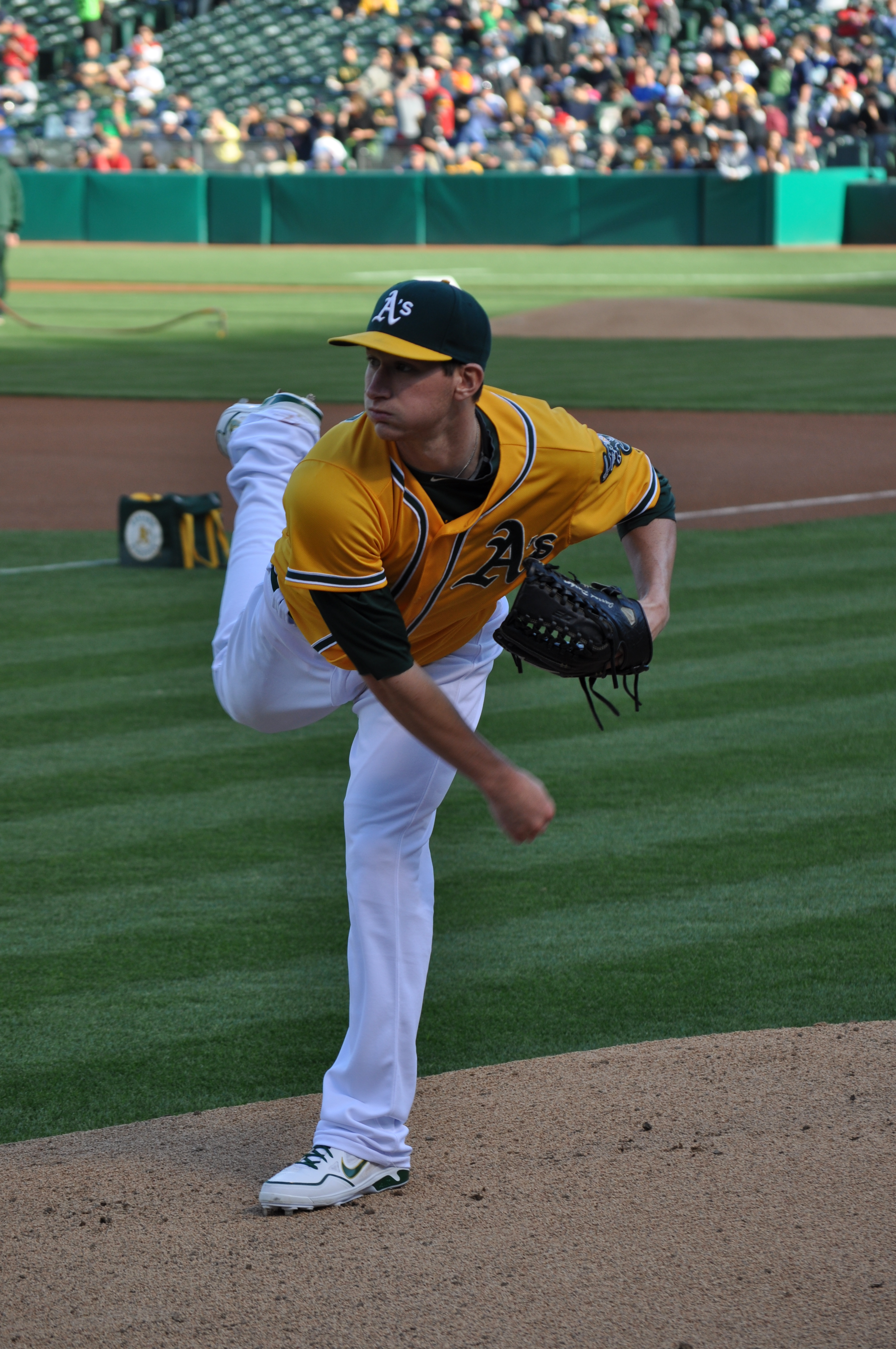
Jarrod Parker en 2012.

Le 9 décembre 2011, les Diamondbacks décident de sacrifier trois jeunes espoirs : ils échangent les lanceurs droitiers Parker et Ryan Cook ainsi que le voltigeur Collin Cowgill aux Athletics d'Oakland en retour du lanceur droitier Trevor Cahill et du lanceur gaucher Craig Breslow.
Parker effectue 29 départs pour Oakland en 2012, aidant le club à remporter le championnat de la division Ouest de la Ligue américaine. Sa moyenne de points mérités s'élève à 3,47 en 181 manches et un tiers au monticule. Il remporte 13 matchs contre 8 défaites. Il retourne en éliminatoires pour une seconde fois en deux ans mais a cette fois la chance d'effectuer un départ. Il est lanceur partant dans deux matchs des Séries de divisions de la Ligue américaine entre Oakland et Détroit. Il amorce les premier et dernier matchs de cette série de 5 parties. Chaque fois il est opposé à l'as lanceur des Tigers, Justin Verlander. Il encaisse la défaite malgré une performance honorable en ouverture de la série, puis est une de fois plus lanceur perdant contre Verlander dans le match du 11 octobre 2012 où Oakland est éliminé,.

#### Saison 2013
En 2013, Parker lance 197 manches, le plus haut total de sa carrière. En 32 départs, il remporte 12 parties contre 8 défaites et sa moyenne de points mérités s'élève à 3,97. Oakland décroche une fois de plus le titre de division et Parker retrouve les Tigers en Séries de divisions de la Ligue américaine. Il remporte sa première victoire en matchs d'après-saison le 7 octobre 2013 à Détroit dans un gain de 6-3 des Athletics.

#### Saison 2014
Parker est blessé en mars 2014 et doit subir une opération de type Tommy John afin de réparer des ligaments au coude droit. Par conséquent, il rate toute la saison 2014.